# 82. ročník udílení Oscarů
Slavnostní ceremoniál 82. ročníku udílení Oscarů se uskutečnil 7. března 2010. Nejlepším filmem se stal film Smrt čeká všude, který získal celkem 6 zlatých sošek. Nejvíce nominací měly filmy Smrt čeká všude a Avatar (9).

## Ceny a nominace

### Nejlepší film
- Smrt čeká všude
- Avatar
- District 9
- Hanebný pancharti
- Lítám v tom
- Precious
- Seriózní muž
- Škola života
- Vzhůru do oblak
- Zrození šampióna

### Nejlepší režie
- Kathryn Bigelowová – Smrt čeká všude
- James Cameron – Avatar
- Lee Daniels – Precious
- Jason Reitman – Lítám v tom
- Quentin Tarantino – Hanebný pancharti

### Nejlepší herec v hlavní roli
- Jeff Bridges – Crazy Heart
- George Clooney – Lítám v tom
- Colin Firth – Single Man
- Morgan Freeman – Invictus: Neporažený
- Jeremy Renner – Smrt čeká všude

### Nejlepší herec ve vedlejší roli
- Christoph Waltz – Hanebný pancharti
- Matt Damon – Invictus: Neporažený
- Woody Harrelson – The Messenger
- Christopher Plummer – The Last Station
- Stanley Tucci – Pevné pouto

### Nejlepší herečka v hlavní roli
- Sandra Bullock – Zrození šampióna
- Helen Mirrenová – The Last Station
- Carey Mulliganová – Škola života
- Gabourey Sidibe – Precious
- Meryl Streepová – Julie a Julia

### Nejlepší herečka ve vedlejší roli
- Mo'Nique – Precious
- Penélope Cruzová – Nine
- Vera Farmigová – Lítám v tom
- Maggie Gyllenhaal – Crazy Heart
- Anna Kendrick – Lítám v tom

### Nejlepší adaptovaný scénář
- Precious – Geoffrey Fletcher
- District 9 – Neill Blomkamp, Terri Tatchell
- Lítám v tom – Jason Reitman, Sheldon Turner
- Škola života – Nick Hornby
- Politické kruhy – Jesse Armstrong, Simon Blackwell, Armando Iannucci, Tony Roche

### Nejlepší původní scénář
- Smrt čeká všude – Mark Boal
- Hanebný pancharti – Quentin Tarantino
- Vzhůru do oblak – Bob Peterson, Pete Docter, Thomas McCarthy
- Seriózní muž – Joel Coen, Ethan Coen
- The Messenger – Oren Moverman, Alessandro Camon

### Nejlepší cizojazyčný film
- Tajemství jejich očí (Argentina)
- Bílá stuha (Německo)
- Prorok (Francie)
- Mléko strachu (Peru)
- Ajami (Izrael)

### Nejlepší animovaný film
- Vzhůru do oblak
- Princezna a žabák
- Koralína a svět za tajemnými dveřmi
- Brendan a tajemství Kellsu
- Fantastický pan Lišák

### Nejlepší výprava
- Avatar
- Královna Viktorie
- Imaginárium dr. Parnasse
- Nine
- Sherlock Holmes

### Nejlepší kostýmy
- Královna Viktorie
- Coco Chanel)
- Imaginárium dr. Parnasse
- Nine
- Jasná hvězda

### Nejlepší masky
- Star Trek
- Královna Viktorie
- Božský

### Nejlepší kamera
- Avatar – Mauro Fiore
- Harry Potter a Princ dvojí krve – Bruno Delbonnel
- Hanebný pancharti – Robert Richardson
- Smrt čeká všude – Barry Ackroyd
- Bílá stuha – Christian Berger

### Nejlepší hudba
- Vzhůru do oblak – Michael Giacchino
- Avatar – James Horner
- Smrt čeká všude – Marco Beltrami
- Sherlock Holmes – Hans Zimmer
- Fantastický pan Lišák – Alexandre Desplat

### Nejlepší píseň
- Crazy Heart (The Weary Kind)
- Nine (Take It All)
- Princezna a žabák (Almost There)
- Princezna a žabák (Down In New Orleans)
- Paříž 36 (Loin de Paname)

### Nejlepší střih
- Smrt čeká všude
- Avatar
- District 9
- Hanebný pancharti
- Precious

### Nejlepší zvuk
- Smrt čeká všude
- Avatar
- Hanebný pancharti
- Star Trek
- Transformers: Pomsta poražených

### Nejlepší střih zvukových efektů
- Smrt čeká všude
- Avatar
- Hanebný pancharti
- Star Trek
- Vzhůru do oblak

### Nejlepší vizuální efekty
- Avatar
- District 9
- Star Trek

### Nejlepší dokument
- Zátoka
- Barmský videožurnál
- Potraviny, a.s.
- The Most Dangerous Man in America: Daniel Ellsberg and the Pentagon Papers
- Which Way Home